# Арсісс (Ер і Луар)
Арсісс (фр. Arcisses) — муніципалітет у Франції, у регіоні Центр — Долина Луари, департамент Ер і Луар. Арсісс утворено 1 січня 2019 року шляхом злиття муніципалітетів Брюнель, Кудресо i Маргон. Адміністративним центром муніципалітету є Маргон. Населення — 2200 осіб (01.01.2021).